# Rust (Njemačka)
Rust je općina na jugozapadu Njemačke u saveznoj državi Baden-Württembergu. Smještena je u blizini granice s Francuskom. Najpoznatija je po tome što se u njoj nalazi zabavni park Europa-Park, najveći u Njemačkoj i drugi najveći u Europi.
U općini obitava oko 4 000 stanovnika, od kojih je većina zaposlena u Europa-Parku.

## Vanjske poveznice
- Povijest židovske općine u Rustu (njem.)